# 暴露疗法
暴露療法（英語：exposure therapy）是行為療法中治療焦慮症的一種方法。暴露療法涉及將目標患者暴露於焦慮源或其背景，而不打算造成任何危險。這樣做被認為可以幫助他們克服焦慮或痛苦。在程序上，它類似於為研究實驗室囓齒動物而開發的恐懼消退範式。大量研究證明其在治療廣泛性焦慮症、社交焦慮症、強迫症、創傷後應激障礙和特定恐懼症等疾病方面的有效性。